# Joystiq
Joystiq é um blog sobre jogos eletrônicos fundado em junho de 2004 como parte da família Weblogs, Inc. (WIN), agora uma subsidiária da AOL. É o blog primário sobre jogos eletrônicos da AOL, com o blogs irmãos lidando com assuntos secundários da área, como MMORPGs em geral e o popular jogo World of Warcraft em particular.

## Editores
A atual equipe de Joystiq inclui o editor chefe Ludwig Kietzmann, o editor geral JC Fletcher, diretor de conteúdo Xav de Matos, editor de críticas Richard Mitchell, editor de notícias Alexander Sliwinski, jornalista sênior Ben Gilbert, editor associado Dave Hinkle e editores contribuintes Jordan Mallory, Jess Conditt, Mike Schramm e Mike Suszek. Steven Wong mantém o banco de dados do site.
A equipe anterior do site incluía o editor chefe Chris Grant, editor geral Justin McElroy, editor geral James Ransom-Wiley, editor de conteúdo Kevin Kelly, editor de críticas Griffin McElroy, editor da Costa Leste Andrew Yoon e editor da Costa Oeste Randy Nelson.

## Podcast
O formato original do podcast tinha como anfitriões Chris Graft, Ludwig Kietzmann, e Justin "Hoops" McElroy. Os três discutiam sobre várias notícias relacionadas com jogos eltrônicos. Segmentos incluíam, "What Have You Been Playing?", "Brush With Fame", "The Big Three", "The Do It Line" e "Reader Mail". Vários podcasts incluíam convidados de outros sites sobre jogos, como CheapyD, Chris Remo, Stephen Totilo, Rocco Botte, Tom Chick e Shawn Andrich, mas eles pararam de trazer convidados.
O primeiro episódio do novo podcast, Joystiq Show, adicionado da 17 de junho de 2011, prometeu uma análise série, com formato acadêmico e multifacetado do jogo Duke Nukem Forever, incluindo uma entrevista com o dublador John St. John e uma mesa-redonda. Com o tempo, o formato do show mudou para incluir discussões mais casuais, porém mantendo a natureza tópica do projeto.
A atual iteração do podcast, the Super Joystiq Podcast, foi anunciada no painel de Joystiq no PAX East 2012 e lançado oficialmente em 4 de maio de 2012. Esse podcast conta com todos os editores, agrupados em configurações diferentes toda semana, cada um participando em uma introdução, notícias, previews ou do segmento "Instituto de Pesquisa Joystiq".